# Král psanec
Král psanec, v anglickém originále Outlaw King, je historické akční drama z roku 2018 režiséra, scenáristy a producenta Davida Mackenzieho. Hlavní role ztvárnili Chris Pine, Aaron Taylor-Johnson, Florence Pughová, Billy Howle, Sam Spruell, Tony Curran, Callan Mulvey, James Cosmo a Stephen Dillane.
Film měl světovou premiéru na Mezinárodním filmovém festivalu v Torontu dne 6. září 2018. Dne 9. listopadu 2018 byl snímek zveřejněn na Netflixu.

## O filmu
Film pojednává o Robertu Brucovi, skotském králi ze 14. století, který zahájil partyzánskou válku proti anglické armádě. Film se z velké části odehrává během tříletého historického období od roku 1304, kdy se Bruce rozhodl vzbouřit proti vládě Eduarda I. nad Skotskem, čímž se stal „psancem“, až do bitvy u Loudoun Hill v roce 1307.

## Obsazení
| Chris Pine           | Robert Bruce          |
| Aaron Taylor-Johnson | James Douglas         |
| Florence Pughová     | Alžběta z Burgh       |
| Billy Howle          | Eduard, velšský princ |
| Tony Curran          | Angus MacDonald       |
| Lorne MacFadyen      | Neil Bruce            |
| Alastair Mackenzie   | Lord Atholl           |
| James Cosmo          | Robert de Brus        |
| Callan Mulvey        | John Comyn III        |
| Stephen McMillan     | Drew Forfar           |
| Paul Blair           | William de Lamberton  |
| Stephen Dillane      | král Eduard I.        |
| Steven Cree          | Christopher Seton     |
| Kim Allan            | Isabella MacDuff      |
| Sam Spruell          | Aymer de Valence      |
| Rebecca Robin        | Markéta Francouzská   |
| Jack Greenlees       | Alexander Bruce       |
| Jamie Maclachlan     | Roger De Mowbray      |
| Benny Young          | Sir Simon Fraser      |
| Clive Russell        | Lord MacKinnon        |
| Josie O'Brien        | Marjorie Bruce        |
| Matt Stokoe          | John Segrave          |

## Vznik filmu
Natáčení začalo 28. srpna 2017 ve Skotsku a Anglii. Natáčení probíhalo na různých místech, například v paláci Linlithgow, klášteru Dunfermline,katedrále v Glasgow, na ostrově Skye, v údolí Glen Coe, u jezera Loch Lomond, na Glasgowské univerzitě nebo ve městě Berwick-upon-Tweed. Hlavní natáčení skončilo v listopadu 2017.
Film měl světovou premiéru na Mezinárodním filmovém festivalu v Torontu dne 6. září 2018. Film měl stopáž 137 minut a recenzenti jej kritizovali za pomalé tempo. Mackenzie se tedy rozhodl zkrátit film o téměř 20 minut. Scény, které byly vystřiženy zahrnují bitevní scénu, velkou konfrontaci u vodopádu, osmiminutovou scénu z lovu a scénu, ve které se Pineova postava setká v lese s Williamem Wallacem. Film měl evropskou premiéru na londýnském filmovém festivalu v říjnu 2018 a celosvětově byl uveden 9. listopadu 2018 na Netflixu.

## Ohlasy
Čeští a slovenští kritici film hodnotili veskrze pozitivně:
- Petr Semecký, FilmToro, 9. listopadu 2018, [2]
- Lukáš Vojáček, Fandíme filmu, 11. listopadu 2018, [3]
- Václav Rybář, MovieZone, 16. listopadu 2018, [4]
- Lukáš Plaček, Oko diváka, 17. listopadu 2018, [5]
- Václav Limberk, Filmserver, 27. listopadu 2018, [6]
- Anja Verem, Červený koberec, 1. ledna 2019, [7]
- Michal Klembara, CinemaView, 8. ledna 2019, [8]